# Lecanipa bicincta
Lecanipa bicincta là một loài ruồi trong họ Tachinidae.